# 格爾察
格爾察（羅馬化：Hertsa）是位於烏克蘭西部的城市，由切爾諾夫策州切尔诺夫策区的格爾察市鎮負責管轄。該市位於該國西部普魯特河南岸，距離首府切爾諾夫策30公里，面積3.2平方公里，海拔高度160米，2022年人口2,097。